# اتین یوته کینکوی
اتین یوته کینکوی (انگلیسی: Étienne Youte Kinkoue؛ زادهٔ ۱۴ ژانویهٔ ۲۰۰۲) بازیکن فوتبال است.
وی همچنین در تیم ملی فوتبال زیر ۱۷ سال فرانسه بازی کرده‌است.